# 屯門站 (輕鐵)

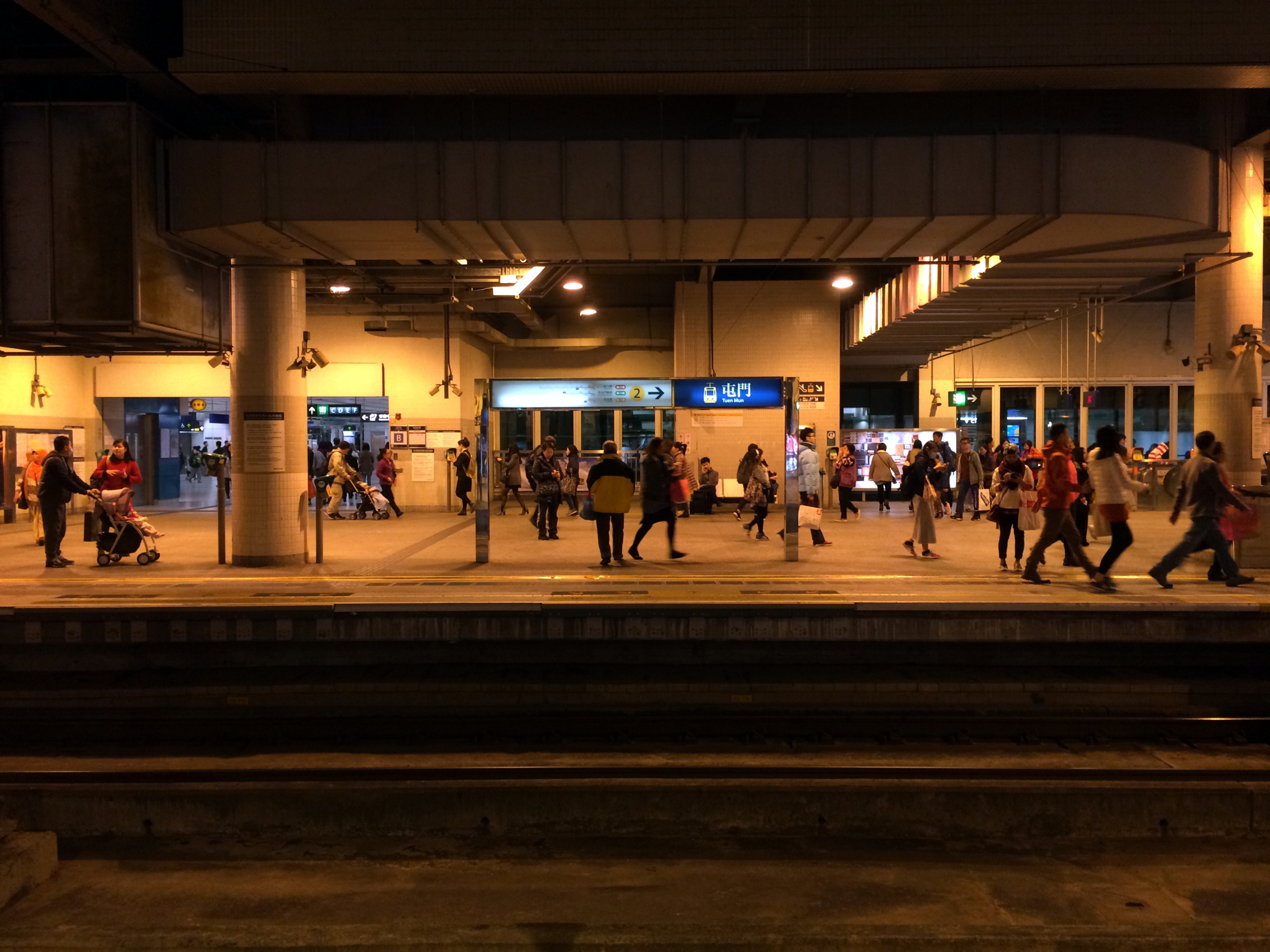
輕鐵屯門站月台並無安裝月台幕門，列車入站方向是左上右落，對面月台是相反方向列車的

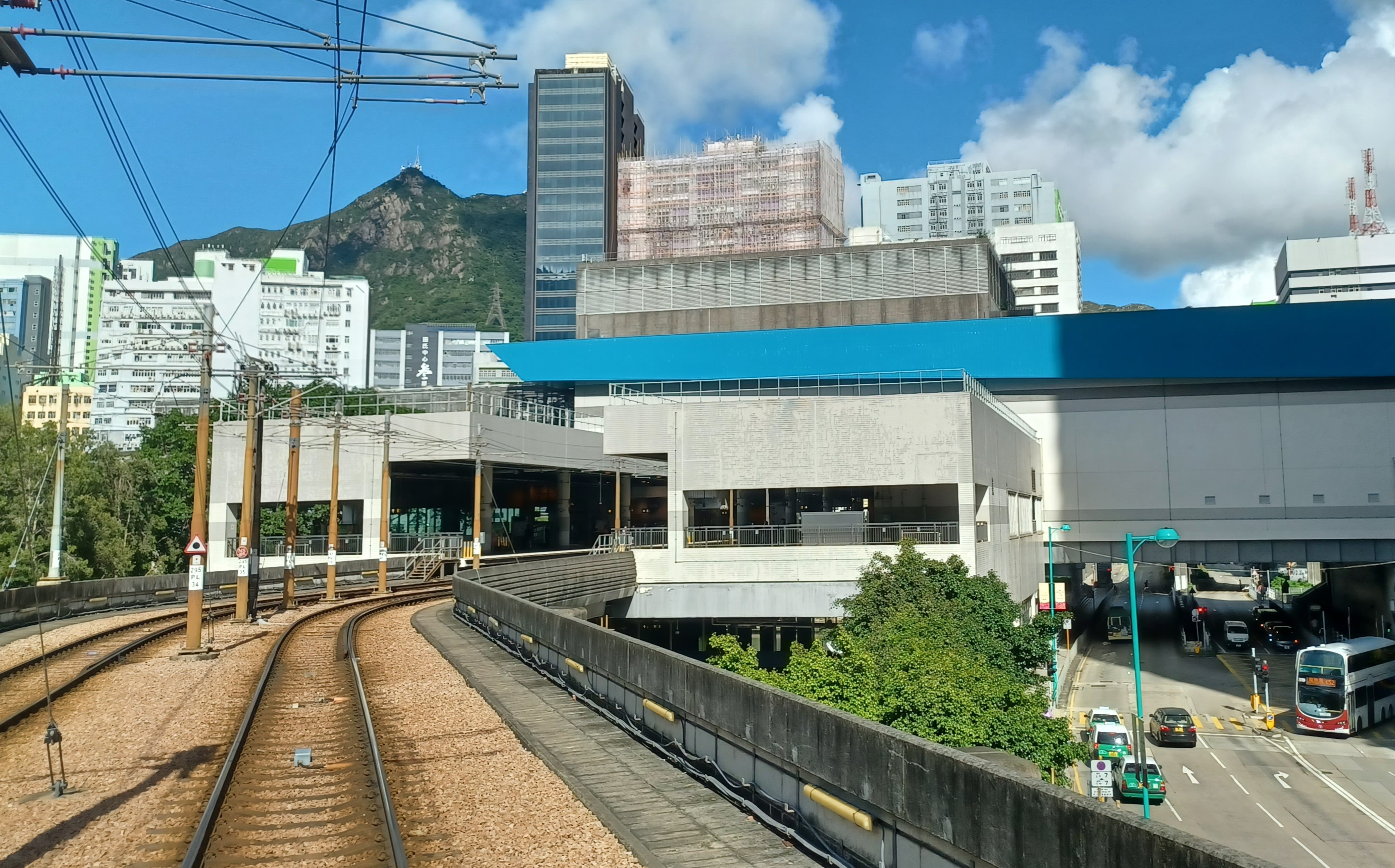
輕鐵屯門站外觀

屯門站（英語：Tuen Mun Stop）是香港輕鐵的車站之一，屬單程車票第2收費區，共有2個月台，位於杯渡路、河傍街交界，屯門公園北面。此站為屯門站及週邊地區居民提供服務，亦接駁屯馬綫。

## 車站結構

### 車站樓層
| L 輕鐵月台        | 出口 · B · 同层 | 屯馬綫屯門站車站大堂 |   |  |
| L 輕鐵月台        | 月台            | \| 側式 · 開左邊车门 \| \| \| \| \| \| \| \| 輕鐵505綫往三聖（市中心） 輕鐵507綫往屯門碼頭（市中心） 輕鐵751綫往友愛（市中心） \| 2 \| \| \| \| 1 \| 輕鐵505綫往兆康（建安） 輕鐵507綫往田景（河田） 輕鐵751綫往天逸（河田） \| \| \| \| 側式 · 開左邊车门 \| \| \| \| \| |   |  |
| G 地面出口        | 行人通道        | 往返各輕鐵月台及屯馬綫車站大堂 |   |  |
| G 地面出口        | 出口            | 杯渡路、屯門站公共運輸交匯處、屯門公園 |   |  |
| 側式 · 開左邊车门 |                 | |   |  |
|                   |                 | 輕鐵505綫往三聖（市中心） 輕鐵507綫往屯門碼頭（市中心） 輕鐵751綫往友愛（市中心） | 2 |  |
|                   | 1               | 輕鐵505綫往兆康（建安） 輕鐵507綫往田景（河田） 輕鐵751綫往天逸（河田） |   |  |
| 側式 · 開左邊车门 |                 | |   |  |

### 車站月台
- （屯門站）是少數架空車站之一（另三個為杯渡、鳳地、頌富）。
- （屯門站）月台最長的車站之一（每個月台長約80米；另一個為天水圍站），2個月台均可同時停泊4輛車卡
- 是唯一部份建於河道（屯門河）上的輕鐵車站。
- （屯門站）沒有任何過路設施（平交道）的輕鐵車站，乘客如要橫過路軌到對面月台，要先用扶手電梯或升降機回到地面。
- （屯門站）月台非常寬闊，因此即使有多條輕鐵路線經過，早期也沒有特殊候車安排（截至2021年或以前為止）；此外也是少數月台地板標有上落車箭咀指示的輕鐵車站（已於不遲於2021年取消）。因為大部分上車乘客不禮讓落車乘客先下車，現時繁忙時間所有列車皆在月台後半段落客，然後駛前至前半段上客。
- （新發站）迄今唯一被廢除車站編號的車站，替代的屯門站另用新車站編號

### 車站周邊
- 屯馬綫屯門站
- 屯門站公共運輸交匯處
- V city
- 瓏門
- 新墟
- 青山天主教小學
- 屯門公園
- 邱德根公園
- 綠在新墟

## 歷史

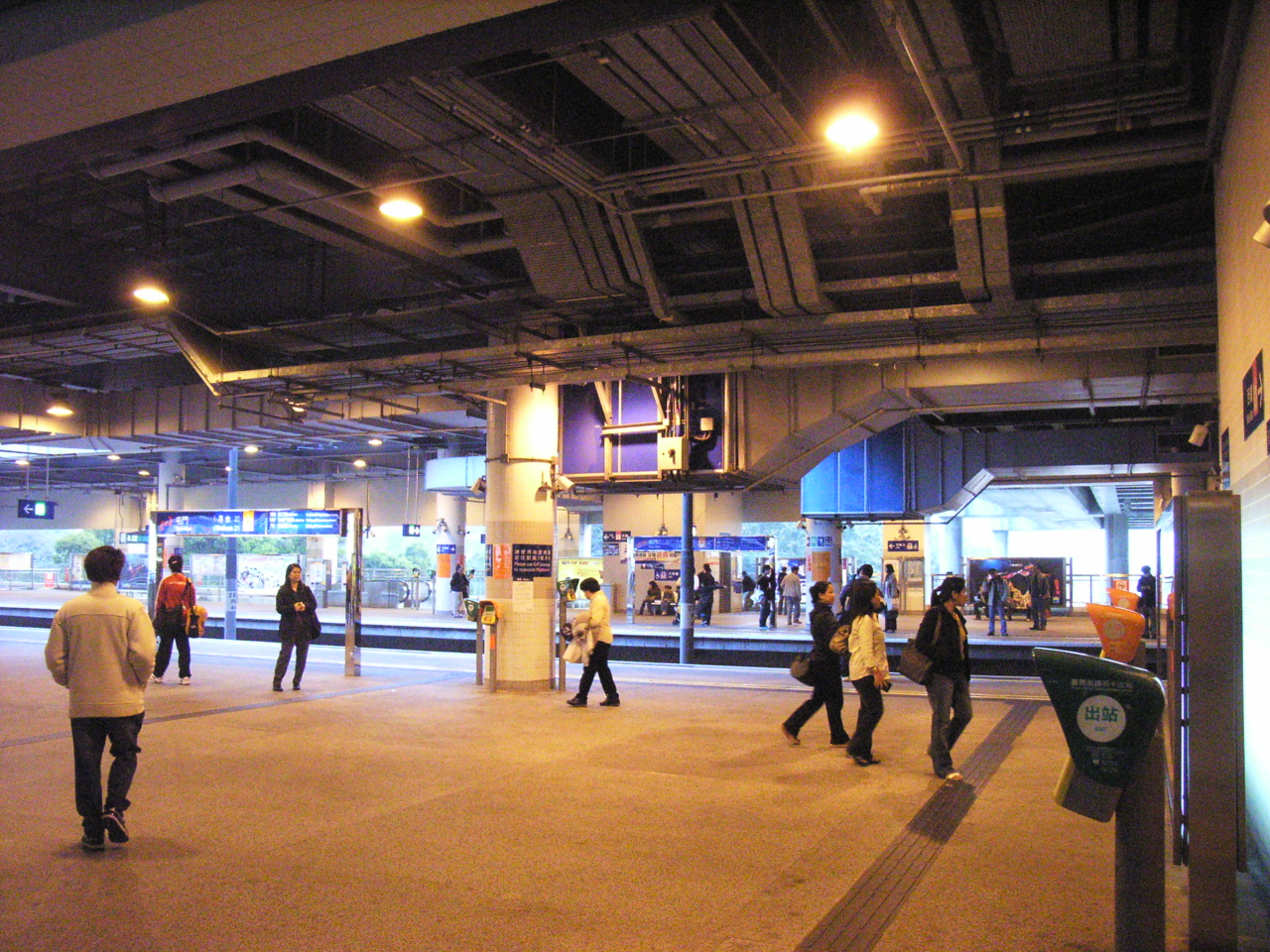
兩鐵合併前的屯門站

此站原為建於地面的新發站，位於新發邨第四座以南。新發站於1988年9月18日啟用。由於新發邨在2002年拆卸及配合九廣西鐵啟用，此站於2003年8月1日改名為屯門站。而因杯渡路架空路軌工程的關係，此站於同年8月30日正式改用位於高架橋的月台，車站編號亦由新發站的290改為295。位於地面的原有月台亦隨即拆卸。

## 外部連結
- 港鐵公司 - 屯門站街道圖 （页面存档备份，存于）
- 港鐵公司－屯門站位置圖 （页面存档备份，存于）
- 港鐵公司 - 輕鐵及巴士服務 - 輕鐵街道圖 （页面存档备份，存于）
- 港鐵公司 - 輕鐵及巴士服務 - 輕鐵行車時間表 （页面存档备份，存于）